# Hynek Vojáček

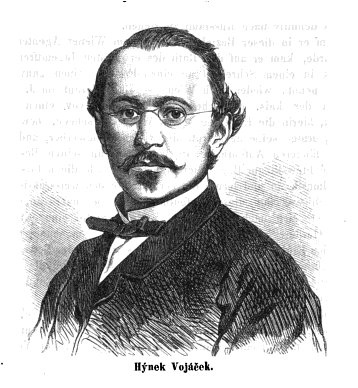
Hynek Vojáček

Hynek (Ignaz) Vojáček, geboren als Hynek Ignác František Vojáček (russisch: Игнатий Кашпарович Воячек), (* 4. Dezember 1825 in Zlín, Mähren, Kaisertum Österreich; † 27. Januarjul. / 9. Februar 1916greg. in Petrograd, Zarentum Russland) war ein tschechischer Komponist, Pädagoge und Publizist.

## Leben
Der Vater des Komponisten, Kašpar Vojáček, war Dorfkantor und sammelte Volkslieder aus seiner Heimat, der mährischen Walachei. Die erste musikalische Erziehung erhielt Vojáček bei seinem Vater, danach wurde der Organist Daněk aus Vsetín sein Lehrer. Ab 1838 war er Fundatist (Stipendiatschüler) im Gymnasium des Brünner Augustinerklosters, wo er Musik bei Gottfried Rieger und Philosophie bei František Matouš Klácel studierte. Bereits in seiner Gymnasialzeit komponierte der junge Vojáček Lieder und Kirchenwerke.
Im Jahre 1845 begann Hynek Vojáček ein Philosophiestudium in Wien und wurde dort Mitglied eines slawischen Gesangsvereins. Bereits nach einem Jahr gab er das Studium auf und wurde Hauslehrer der Familie des Grafen Bethlen in Siebenbürgen. 1848 kehrte er nach Vsetín zurück und veranstaltete Orchesterkonzerte im Schloss Swietlau. Im gleichen Jahr wirkte er als Chormeister des Brünner Männergesangvereins, mit dem er Werke böhmischer Komponisten aufführte.
Bei einem weiteren Aufenthalt in Wien lernte er den russischen Komponisten Alexej Fjodorowitsch Lwow kennen, den Verfasser der Zarenhymne und ging mit ihm nach Russland. Zunächst wurde er Musiklehrer der Familie von Lwows Schwester (Frau des Generals Samsonow) in Brest-Litowsk. 1853 wurde er Militärkapellmeister des kaiserlichen Preobraschensker Leib-Garderegiment in Sankt Petersburg. 1856 wurde er Fagottist im Orchester der kaiserlichen Sankt Petersburger Oper, wo er fast 50 Jahre wirkte. Daneben war er Musiklehrer in der kaiserlichen Schauspielschule und ab 1862 Professor der theoretischen Disziplinen am Sankt Petersburger Konservatorium.
Als Komponist konnte er sich in Russland keinen Namen machen. Er reiste jedoch jedes Jahr in seine mährische Heimat, um wie schon sein Vater weitere walachische Volkslieder zu sammeln. Mit Leoš Janáček pflegte er freundschaftlichen Kontakt, auch wenn er für dessen Werk wenig Verständnis zeigte. Aus Petersburg korrespondierte er mit der Prager Musikzeitschrift Dalibor. Eines seiner erfolgreichsten Werke wurde die feierliche Ouvertüre (Slavnostní ouvertura), mit der am 18. November 1862 das Tschechische Interimstheater in Prag eröffnet wurde.

## Werk

### Opern
- Zajatá, im russischen Original Plenniza (1867)
- Tamara die georgische Kaiserin

### Kantaten
- Maruška. Obrázek z Pobečví (1907)
- Na horách (1909)

### Lieder
- Veselá jízda (František Ladislav Čelakovský, 1845)
- Píseň z Herlošova Žižky (1859)
- Žel (Gustav Pfleger-Moravský, 1862)
- Sláva (Vinzenz Furch, 1863)
- Písně na Adolfa Heyduka
- Ruské romance (Text: A. J. Pukarow)
- Prosti (Nikolai Alexejewitsch Nekrassow)

### Chorwerke
- Stesk (1899)
- 6 čtyřhlasých písní für Frauen- oder Kinderchor
- Národy nehasnou (1846)
- Hlas z Blaníka (František Matouš Klácel, 1849)
- Teď mocný vane světem duch (Aleš Balcárek)
- Desatero zpěvů (Adolf Heyduk, 1885)
- Hostýnské písně
- Udivení (Josef Václav Sládek, 1899)
- Čechoslovanské prostonárodní písně

Außerdem komponierte er Kirchenmusik, Ouvertüren für Orchester, verschiedene Werke für Klavier und Etüden für Fagott.